# Estación de Zug
La estación de Zug es la principal estación ferroviaria de la comuna suiza de Zug, en el Cantón de Zug.

## Historia y situación
La primera estación de Zug fue construida en los años 1863 - 1864, en lo que hoy en día es la conocida como Bundesplatz. Era una estación terminal, a la que sólo se podía acceder desde las líneas procedentes de Cham y Knonau. Cuando en 1897 se abrieron las líneas procedentes de Zúrich vía Thalwil y de Arth-Goldau, se trasladó la estación a su ubicación actual.
Entre 2001 y 2004 fue construido un nuevo edificio, que tuvo un coste de 65 millones de francos suizos. El área de construcción es de 6500m2. El edificio, de nueva planta, cuenta con un sótano destinado para almacén, un espacio comercial situado a pie de calle, otro espacio comercial situado junto a los andenes, que están en un nivel superior, y tres plantas de oficinas. En total existen 14 tiendas en los diferentes espacios comerciales de la estación, que conforman el espacio denominado como Railcity Zug
Se encuentra situada en el centro del núcleo urbano de Zug. Cuenta con tres andenes centrales y uno lateral, a los que acceden seis vías pasantes y una vía topera. En la salida de la estación hacia Thalwil existen varias vías de apartado y algunas vías muertas para la carga y descarga de mercancías.
En términos ferroviarios, la estación se sitúa en la línea Zúrich - Zug - Lucerna y en la línea Thalwil - Zug - Arth-Goldau. Sus dependencias ferroviarias colaterales son la estación de Zug Schutzengel hacia Lucerna y Zúrich (vía Affoltern am Albis), la estación de Baar Lindenpark hacia Thalwil y la estación de Zug Postplatz en dirección Arth-Goldau.

## Servicios ferroviarios
El operador de referencia en la estación es SBB-CFF-FFS.

### Larga distancia
- EC Zúrich - Zug - Arth-Goldau - Bellinzona - Lugano - Chiasso - Como San Giovanni - Milán.
- ICN Zúrich - Zug - Arth-Goldau - Bellinzona - Lugano. Trenes cada dos horas.
- IR Zúrich - Zug - Arth-Goldau - Schwyz - Brunnen - Flüelen - Erstfeld - Göschenen - Airolo - Faido - Biasca - Bellinzona - Giubiasco - Mendrisio - Chiasso
- IR Zúrich - Zug - Arth-Goldau - Schwyz - Brunnen - Flüelen - Erstfeld - Göschenen - Airolo - Faido - Biasca - Bellinzona - Cadenazzo - Locarno.
- IR Zúrich Aeropuerto - Zúrich Oerlikon - Zúrich - Thalwil - Zug - Lucerna
- IR Zúrich - Thalwil - Baar - Zug - Rotkreuz - Lucerna

### Regionales
- RE Zúrich - Baar - Zug - Cham - Rotkreuz - Lucerna

### S-Bahn
Por la estación de Zug paran varias líneas de cercanías que forman parte de las redes Stadtbahn Zug y S-Bahn Zúrich.

#### Stadtbahn Zug
De la red de Stadtbahn Zug pasan las siguientes líneas:
- S 1 Baar - Zug - Cham - Rotkreuz - Lucerna
- S 2 Baar Lindenpark - Zug - Walchwil - Arth-Goldau - Brunnen - Erstfeld

1. En días laborables frecuencias de 15 minutos en el tramo Baar - Zug - Rotkreuz y de 30 minutos hasta Lucerna. En festivos trenes cada 30 minutos entre Baar y Rotkreuz y de 60 minutos hasta Lucerna.

#### S-Bahn Zúrich
A la estación también llegan algunas líneas pertenecientes a la red S-Bahn Zúrich:
- S 5 Zug – Affoltern am Albis – Zúrich HB – Uster – Pfäffikon SZ
- S 24 Thayngen – Schaffhausen/Weinfelden – Winterthur – Zúrich Flughafen – Zúrich HB – Thalwil – Horgen Oberdorf – Zug
- S N9 Zúrich HB – Affoltern am Albis (– Zug)